# Malato d'Europa

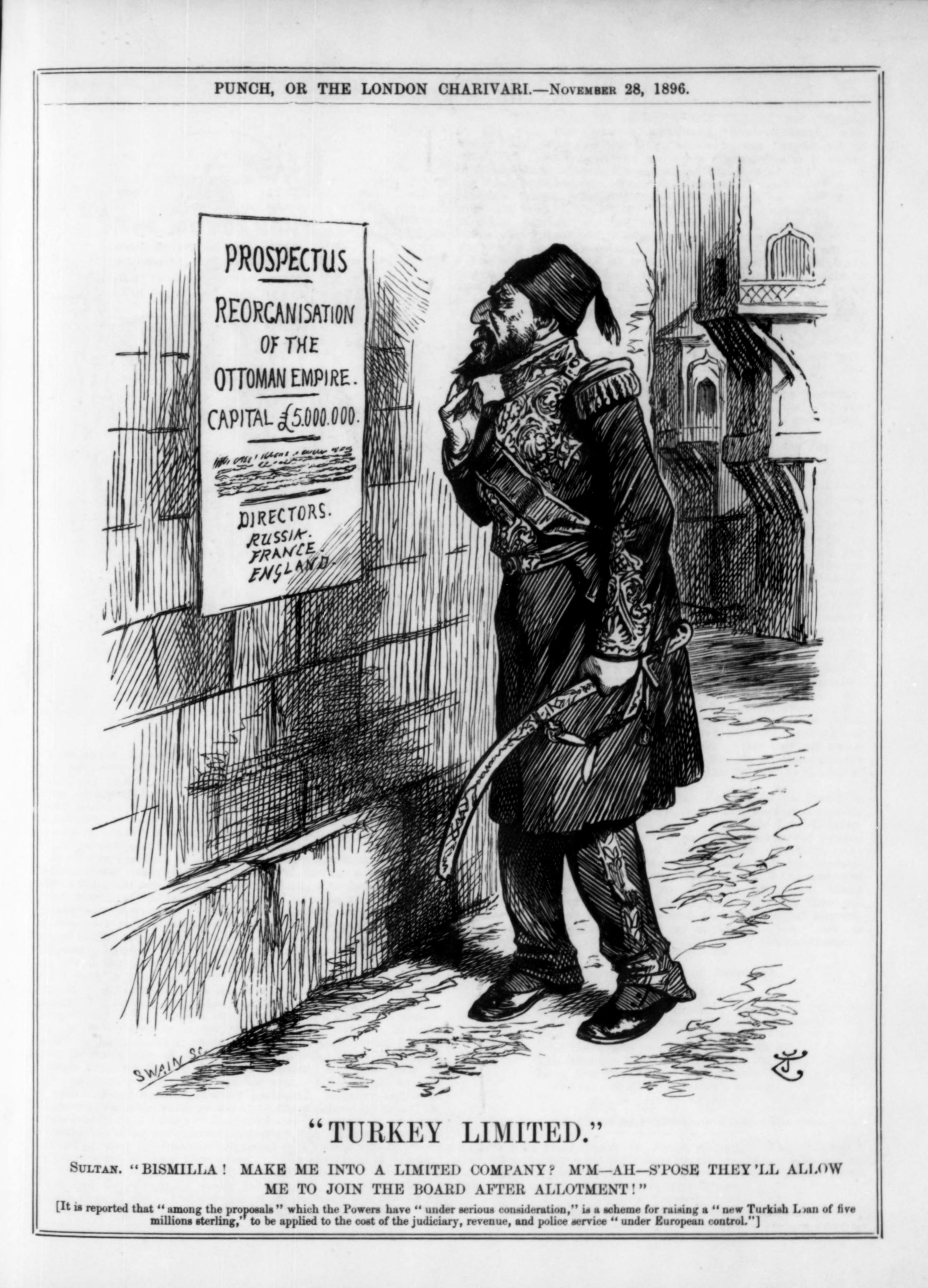
Caricatura di Punch, datata 28 novembre 1896. Mostra il sultano Abdul Hamid II di fronte a un poster che annuncia la riorganizzazione dell'Impero ottomano. Il valore dell'Impero è stimato a 5 milioni di sterline. Russia, Francia e Gran Bretagna sono elencate come i direttori della riorganizzazione. La caricatura faceva satira sullo stato estremamente povero dell'economia ottomana dell'epoca.

Il "malato d'Europa" è un'etichetta data a una nazione che si trova in una parte dell'Europa e sta vivendo un periodo di difficoltà economiche o di impoverimento. Il termine fu usato per la prima volta a metà del XIX secolo per descrivere l'Impero ottomano e, dopo la dissoluzione dell'Impero ottomano, all'inizio del XX secolo, venne applicato a nazioni europee come il Regno Unito o la Germania.

## Origine
Lo statista britannico John Russell nel 1853, alla vigilia della guerra di Crimea, affermò che Nicola I di Russia descrisse l'Impero ottomano come "un uomo malato, un uomo molto malato", un "uomo che è caduto in uno stato di decrepitezza", e un "uomo malato [...] gravemente malato".
Non è facile determinare l'effettiva fonte della citazione. Gli articoli sopra citati si riferiscono a documenti detenuti o comunicati personalmente. La fonte più affidabile e pubblicamente disponibile sembra essere un libro di Harold Temperley, pubblicato nel 1936. Temperley dà la data della prima conversazione al 9 gennaio 1853, come Goldfrank. Secondo Temperley, Seymour in una conversazione privata dovette spingere lo zar a essere più specifico sull'Impero ottomano. Alla fine, ha affermato lo zar, "la Turchia sembra andare in pezzi, la caduta sarà una grande disgrazia. È molto importante che Inghilterra e Russia giungano a una perfetta intesa [...] e che nessuna delle due compia un passo decisivo di cui l'altra non è consapevole". E poi, più vicino alla frase attribuita: "Abbiamo un uomo malato tra le mani, un uomo gravemente malato, sarà una grande disgrazia se uno di questi giorni ci scivolerà tra le mani, soprattutto prima che vengano presi i necessari provvedimenti".
Mostrando il disaccordo tra i due paesi sulla questione d'oriente, è importante aggiungere che l'ambasciatore britannico GH Seymour era d'accordo con la diagnosi dello zar Nicola, ma era molto in disaccordo con il trattamento raccomandato dallo zar del paziente. Egli rispose: "Vostra Maestà è così gentile che mi permettete di fare un'ulteriore osservazione. Vostra Maestà dice che l'uomo è malato; è molto vero; ma Vostra Maestà si degnerà di scusarmi se osservo che è parte dell'uomo generoso e forte trattare con gentilezza l'uomo malato e debole."
Temperley poi afferma: "La 'malattia' della Turchia ossessionava Nicola durante il suo regno. Ciò che ha veramente detto è stato omesso da un errato senso del decoro. Non ha detto l'"uomo malato" ma "l'orso muore [...] l'orso sta morendo [...] puoi dargli del muschio, ma anche il muschio non lo manterrà a lungo in vita."
Né Nicola né Seymour hanno completato la locuzione con la frase preposizione "d'Europa", che sembra essere stata aggiunta più tardi e potrebbe benissimo essere stata una citazione giornalistica errata. La prima apparizione della frase "uomo malato d'Europa" appare sul New York Times (12 maggio 1860):
Nell'articolo si cita un secondo "uomo malato", più generalmente accettato come impero europeo, ovvero la monarchia asburgica.
Successivamente, questa visione ha portato gli Alleati nella prima guerra mondiale a sottovalutare l'Impero ottomano, portando in parte alla disastrosa campagna di Gallipoli. Tuttavia, l'"uomo malato" alla fine è crollato dopo la sconfitta nel teatro mediorientale della prima guerra mondiale.

## Uso nel dopoguerra
Dopo la fine dell'Impero ottomano, gli accademici hanno citato molte nazioni come "malati" del Vecchio Mondo, le quali, a un certo punto, presentano una diffusa miseria economica, disordini sociopolitici, abbassamento del morale pubblico e (nel caso dei paesi più grandi) la diminuzione del proprio status globale. La Germania di Weimar degli anni '20 ne è il primo esempio. 
Per tutta la fine degli anni '60 e '70, il Regno Unito è stato talvolta caratterizzato come "il malato d'Europa", prima dai commentatori e poi a casa dai critici del terzo ministero Wilson/Callaghan a causa dei conflitti industriali e delle scarse prestazioni economiche rispetto ad altri Paesi europei. Alcuni osservatori ritengono che questa era sia iniziata con la svalutazione della sterlina nel 1967, culminata con il cosiddetto Inverno del malcontento del 1978-79. In diversi momenti durante il decennio, numerosi paesi come Italia, Spagna, Portogallo, Francia e Grecia sono stati citati dalla stampa economica americana anche come "sull'orlo della malattia". Nell'estate del 2017, il Regno Unito è stato nuovamente definito il "malato d'Europa" a seguito dei risultati dei presunti effetti economici negativi del referendum sull'UE dell'anno precedente.
Alla fine degli anni '90 la stampa estera spesso etichettò la Germania con questo termine a causa dei suoi problemi economici, soprattutto a causa dei costi della riunificazione tedesca dopo il 1990, che erano stimati in oltre € 1,5 trilioni (dichiarazione della Freie Universität Berlin). L'espressione ha continuato ad essere utilizzata nei primi anni 2000 quando la Germania è entrata in recessione nel 2003.
Nel maggio 2005, The Economist ha attribuito questo titolo all'Italia, definendola "il vero malato d'Europa". Ciò si riferisce alle difficoltà strutturali e politiche dell'Italia pensate per inibire le riforme economiche per rilanciare la crescita economica. Nel 2018, l'Italia è stata nuovamente definita il "malato d'Europa" dopo la stallo post-elettorale. Nel 2008, in un pezzo d'opinione che criticava l'approccio del paese alla riforma economica, The Daily Telegraph ha anche usato il termine per descrivere l'Italia, come ha fatto la CNBC nel 2020.
La Russia post-sovietica è stata citata come tale nel libro Kremlin Rising: Vladimir Putin's Russia and the End of Revolution di Peter Baker e Susan Glasser, e da Mark Steyn nel suo libro del 2006 America Alone: The End of the World come lo conosciamo.
Nel 2007, The Economist ha descritto il Portogallo come "un nuovo malato d'Europa".
Un rapporto di Morgan Stanley si riferiva alla Francia come al "nuovo malato d'Europa". Questa etichetta è stata ribadita nel gennaio 2014 da giornali europei come The Guardian e Frankfurter Allgemeine. Lo hanno giustificato con l'elevata disoccupazione della Francia, la debole crescita economica e la scarsa produzione industriale.
Nel luglio 2009, l'EurActiv ha usato tale espressione per la Grecia a causa dei disordini del 2008, dell'aumento della disoccupazione e della corruzione politica.
Nella primavera del 2011, Eurozine ha suggerito che l'Unione Europea fosse il "malato d'Europa", intitolando un evento incentrato sulla crisi dell'Eurozona, "L'UE: il vero malato d'Europa?"
Nel 2015 e nel 2016, la Finlandia è stata definita il "malato d'Europa" a causa della sua recessione e della crescita poco brillante, in un momento in cui praticamente tutti gli altri paesi europei si sono ripresi da una grande recessione.
La Scozia è stata più volte definita "il malato d'Europa", ma per motivi legati alla salute invece che economici.
Durante la pandemia COVID-19, il Regno Unito è stato definito il "malato d'Europa" dopo che un nuovo ceppo di coronavirus (VOC-202012/01), ha portato un certo numero di paesi a chiudere i propri confini ai viaggi aerei in Gran Bretagna.